# Kostel svatého Sulpicia (Paříž)
Kostel svatého Sulpicia (francouzsky Église Saint-Sulpice) je katolický farní kostel v 6. obvodu v Paříži, který se nachází na náměstí Place Saint-Sulpice. Je zasvěcen sv. Sulpiciovi Piovi, zemřelému v roce 647. Výstavba probíhala v letech 1646–1870. Od roku 1915 je chráněn jako historická památka.

## Historie
O předchozích stavbách, které zde stály před vybudováním kostela, není mnoho zpráv. V roce 1724 byl objeven náhrobek z 10. století pocházející ze hřbitova u zdejší kaple. Na místě kaple stál od 12. do 14. století nový kostel, který byl rozšířen o loď za Františka I. a o tři kaple v roce 1614. Tím, jak se zvyšoval počet obyvatel na předměstí Saint-Germain-des-Prés, bylo třeba postavit větší kostel. Kromě toho původní kostel byl již ve velmi špatném stavu. V roce 1643 bylo proto předneseno postavit nový kostel.
Na přestavbě kostela začal v roce 1645 pracovat architekt Christophe Gamard (†1654) a v roce 1646 byl položen základní kámen. Protože však zahájená stavba nebyla považována za dostatečnou, byl v roce 1655 položen nový základní kámen za účasti královny Anny Rakouské a Gamardův projekt přepracovali architekti Daniel Gittard (1625-1686) a Louis Le Vau (1612-1670). Chór byl dokončen a vysvěcen na konci roku 1673, ale práce byly zastaveny necelé dva roky později pro nedostatek finančních prostředků. Poté stavba pokračovala v roce 1718 a vedl ji Gilles-Marie Oppenord (1672-1742), který dokončil loď a transept.
Průčelí v klasickém stylu navrhl v roce 1732 původem italský architekt Giovanni Niccolo Servandoni (1695-1766) a jeho projekt zahrnoval i vytvoření velkého půlkruhového náměstí před kostelem. K tomu ovšem nedošlo, neboť k němu bylo zapotřebí získat rozsáhlé pozemky a zbořit okolní domy.
V roce 1770 byl pověřen architekt Oudot de Maclaurin dokončit obě věže, které již několik let stály. Jeho návrh však nebyl přijat a proto severní věž rekonstruoval Jean-François Chalgrin. Po dokončení v roce 1781 se věž stala jednou z největších zvonic v hlavním městě. Jižní věž zůstala dodnes nedokončena.
Za Velké francouzské revoluce byl kostel přeměněn na Chrám Rozumu a během Direktoria se z něj stalo skladiště krmiva a později taneční sál. V té době fyzik Claude Chappe instaloval v každé věži optický telegraf, který komunikoval s Fontenay-aux-Roses a Villejuif.
Výstavba kostela poté pokračovala a byla definitivně dokončena v roce 1870. V roce 1871 byla nicméně severní věž poškozena granáty během prusko-francouzské války.
Na konci 20. století byly zahájeny rozsáhlé restaurátorské práce. Renovované průčelí kostela je opět vidět od roku 2011.
Dne 17. března 2019 došlo k požáru kostela, který se rozšířil na vitráže nade dveřmi. Při požáru nebyl nikdo zraněn. Policie později potvrdila, že šlo o úmyslně založený požár.

## Architektura

### Exteriér
Kostel sv. Sulpicia orientovaný tradičně od západu na východ je se svými 120 m délky, 57 m šířky a 30 m výšky v centrální kupoli druhým největším kostelem v Paříži (po katedrále Notre Dame). Původní inspirací byl kostel Gesù v Římě, ovšem podíl několika architektů, změny v plánech a dlouhá výstavba způsobily smíšení různých architektonických stylů. Obdobnou architekturu mají i jiné pařížské kostely, např. kostel svatého Pavla a Ludvíka, kaple v Sorboně nebo částečně kostel svatého Rocha.
Soutěž na návrh západní fasády vyhrál v roce 1732 Giovanni Servandoni, navrhl průčelí pole vzoru katedrály svatého Pavla v Římě. Skládá se ze dvou mohutných portiků se sedmi arkádami, v přízemí s dórskými a nad nimi jónskými sloupy, do nichž jsou zakomponované obě věže vysoké kolem 70 m.
Obě věže se odlišují. Jižní věž vysokou 68 m navrhl architekt Oudot de Maclaurin; je zčásti osmiboká s obloukovými frontony. Naopak severní věž upravil Jean-François Chalgrin. Je zčásti čtyřboká s trojúhelníkovými frontony a je i vyšší (73 m). Obě věže jsou zakončeny balustrádou.

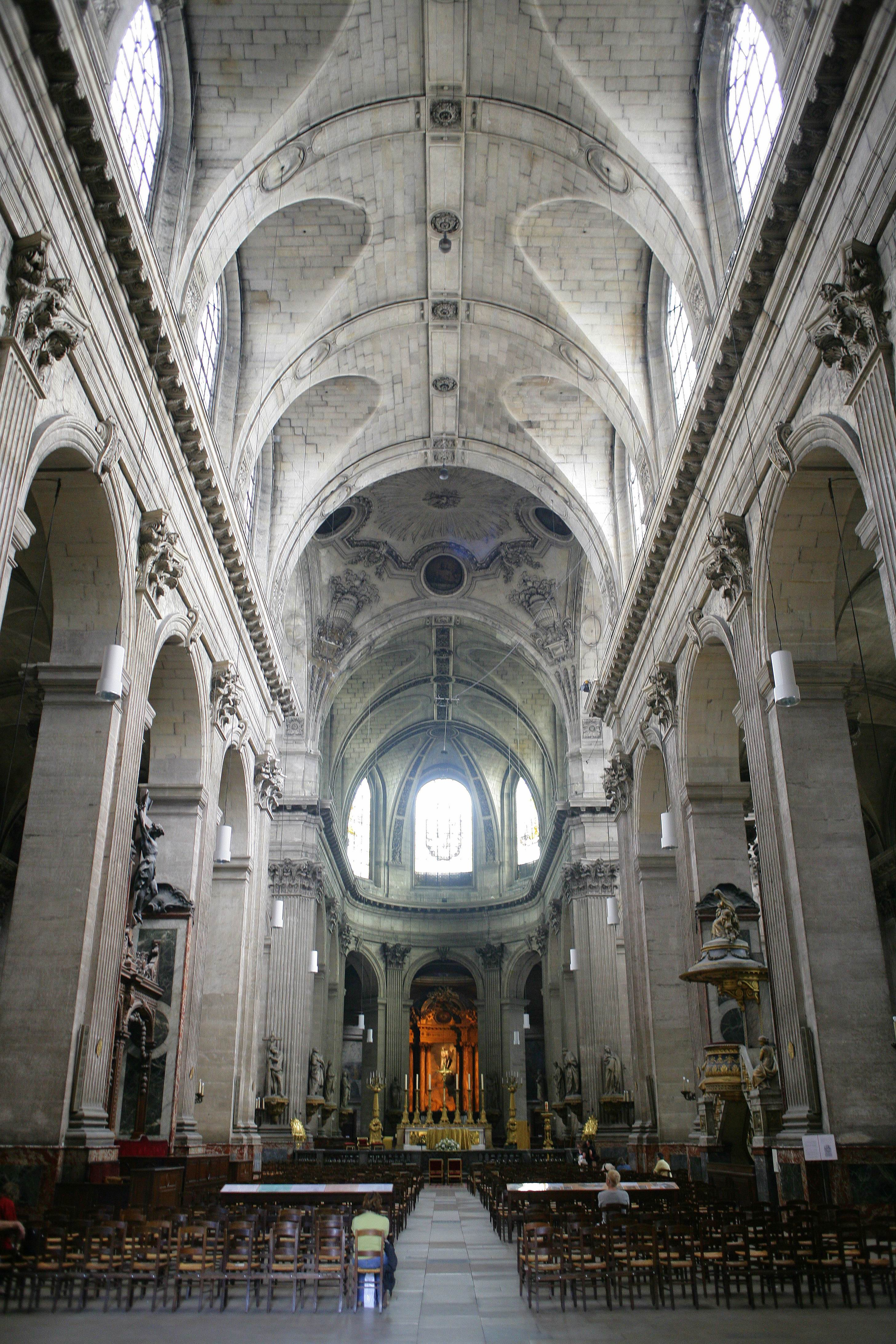
Hlavní loď kostela

### Interiér
Kněžiště kostela je velmi rozsáhlé a bylo vytvořeno podle plánů Daniela Gittarda. Je obklopeno sedmi arkádami, jejichž pilíře jsou zdobené mramorovými korintskými pilastry. Autorem hlavní lodi je Gilles-Marie Oppenord. Transept byl postaven v několika etapách. Severní část s portálem z let 1660-1678 je připisována Christophovi Gamardovi a jižní část s portálem vytvořil Gilles-Marie Oppenord v letech 1719-1745.
Kaple Panny Marie se nachází ve východní části budovy a vstupuje se do ní přes chórový ochoz. Její autorství se připisuje Christophovi Gamardovi a vznikla v letech 1660-1678. Kaple v barokním slohu obsahuje oltář zasvěcený Panně Marii a je zakončena rokokovou kupolí s freskou z roku 1732. Na zdech jsou nástěnné malby, jejichž autorem je malíř Charles André van Loo (1705-1765). V nice je mramorová socha Madony, kterou vytvořil sochař Jean-Baptiste Pigalle. Kaple je osvětlena dvěma okny s monogramem AM (Ave Maria).
Velké varhany postavil François-Henri Clicquot v letech 1776-1781, varhanní skříň navrhl architekt Jean-François-Thérèse Chalgrin. Varhany v roce 1862 restauroval a rozšířil Aristide Cavaillé-Coll. Varhany mají 102 rejstříky a asi 7 500 píšťal a jsou tak jedněmi z největších ve Francii. Na nástroj hráli významní varhaníci jako Charles-Marie Widor (1870-1933), Marcel Dupré (1934-1971) nebo Daniel Roth (od roku 1985). Varhanní skříň a její výzdoba je od roku 1905 chráněná jako historická památka, instrumentální část varhan je takto chráněná od roku 1978.

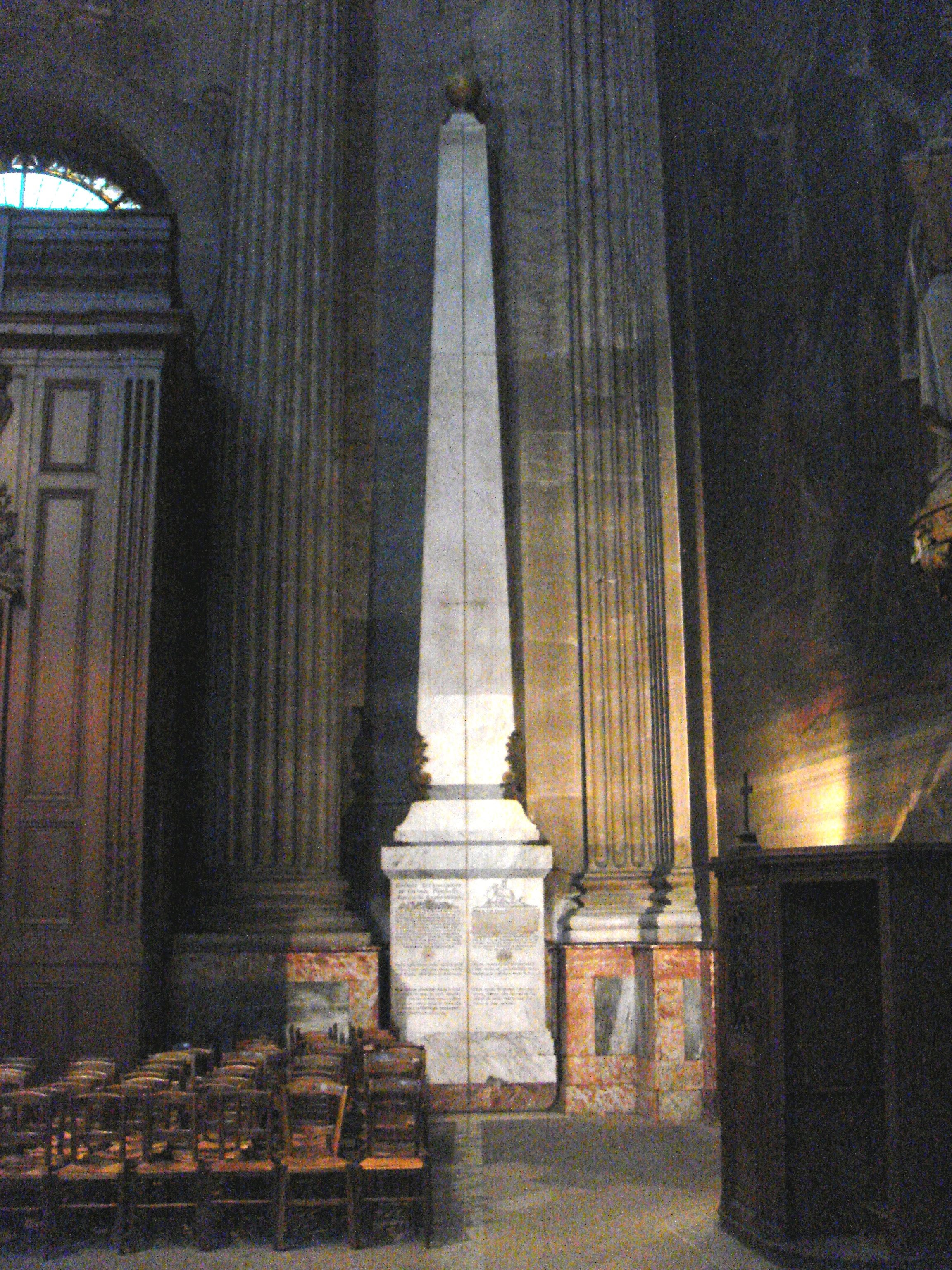
Gnómón

V severní části transeptu se nachází gnómón v podobě obelisku a mosazná páska vedoucí po podlaze kostela jižním směrem. Obelisk zde byl postaven v 18. století vědci z Pařížské observatoře na žádost místního faráře, který chtěl zjistit přesné datum jarní rovnodennosti a Velikonoc. Sluneční paprsky procházející v poledne přes čočku vsazenou v okně pak dopadají 21. března na vyznačenou pásku.
Kazatelna byla vytvořena z dubového dřeva a mramoru v roce 1788 podle návrhů Charlese de Wailly. V současnosti se již nepoužívá pro kázání, kněz čte ze čtecího pultíku u oltáře. Kazatelna je zdobena různými symboly:
- dvě sochy z pozlaceného lipového dřeva, levá drží kalich (symbol víry) a pravá kotvu (symbol naděje)
- Čtyři bronzové pozlacené reliéfy s postavami reprezentující evangelisty: lev (svatý Marek), býk (svatý Lukáš), anděl (svatý Matouš) a orel (svatý Jan)
- stříška nad kazatelnou je zakončená skupinou žen a dětí z pozlaceného dřeva představující milosrdenství, nad nimi je zlatá holubice s roztaženými křídly mezi světelnými paprsky symbolizující Ducha svatého

V kostele sv. Sulpicia se nachází mnoho uměleckých děl, mezi něž patří:
- Dvě lastury darované Františku I. Benátskou republikou umístěné na soklu od sochaře Jeana Baptista Pigalla (1714-1785).
- Sochy Krista na kříži (1735), Panny Marie a osmi apoštolů sochaře Edmée Bouchardona (1698-1762) umístěné kolem kněžiště
- Dřevěné sochy ve stylu Ludvíka XV. v sakristii (1735)
- Hrobka Jeana Baptista Josepha Langueta Gergy (1753), opata kláštera v Bernay (Eure) a zdejšího faráře
- Socha Panny Marie od Jeana Baptista Pigalla (1777) v kapli Panny Marie
- Freska Nanebevzetí Panny Marie od Françoise Lemoyna v kupoli kaple Panny Marie

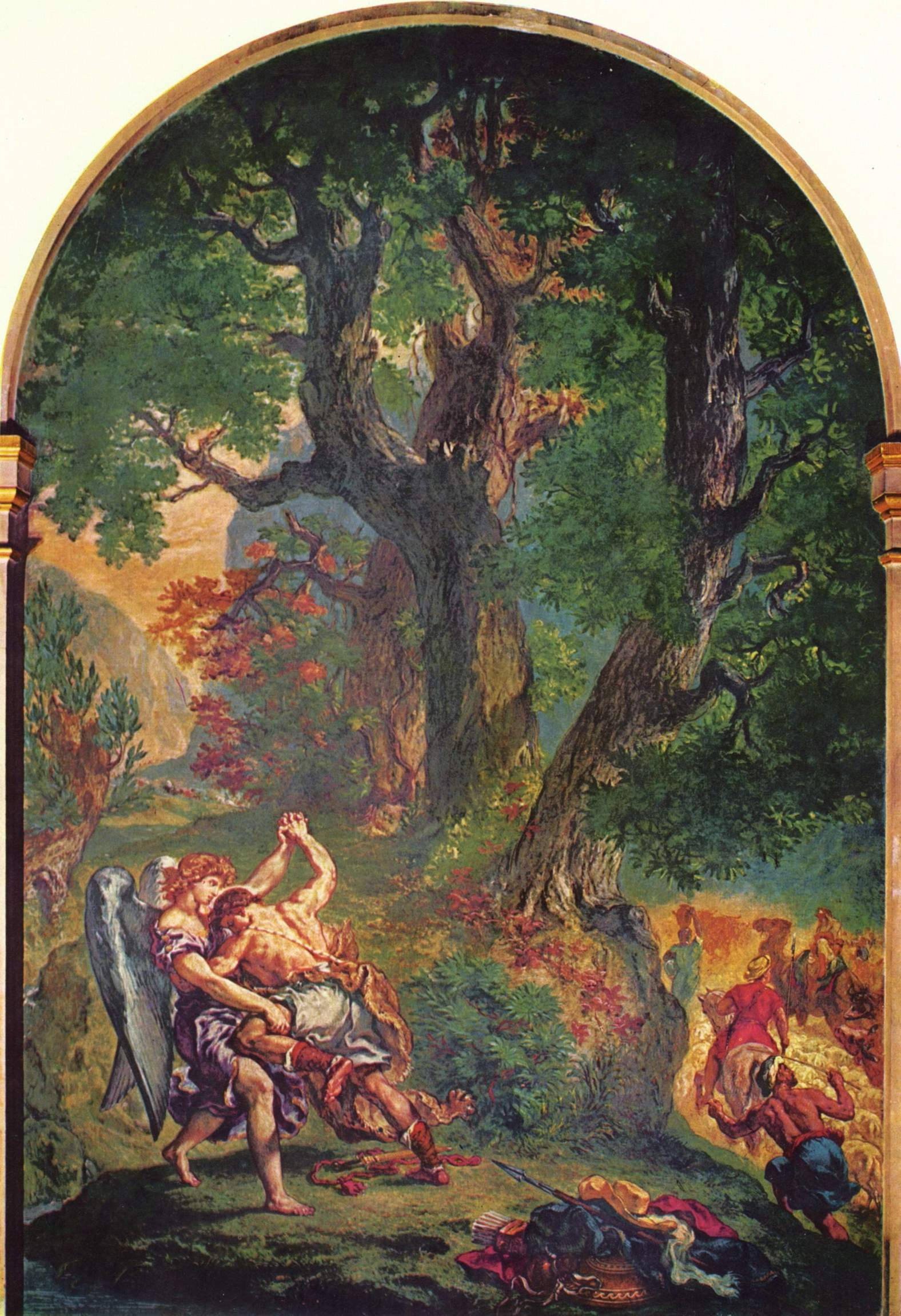
Eugène Delacroix: Zápas Jákoba s andělem

- Fresky Delacroixe v kapli Andělů: Svatý Michael zabíjí draka, Vyhnání Heliodora z chrámu a Zápas Jákoba s andělem. Soubor maleb je od roku 1908 chráněn jako historická památka.[5]
- Dvě fresky Victora Motteze (1809-1897) s námětem svatého Martina
- Čtyři fresky Émila Signola (1804-1892) v transeptu kostela
- Výzdoba kaple sv. Františka Xaverského (1859) od Jacquese Émila Lafona (1817-1886)

## Kostel v literatuře
V literatuře se kostel poprvé objevuje v románu abbého Prévosta Manon Lescaut (1731).
Honoré de Balzac kostel zmiňuje ve dvou knihách. V díle Lesk a bída kurtyzán (1838-1843) zde abbé Herrera slouží mši a v románu Mše ateistova (1836) se v kostele chirurg Desplein seznamuje se svým žákem Horacem Bianchonem.
Rozsáhlé pasáže o kostele se vyskytují v románu Tam dole (1891) J. K. Huysmanse, neboť hlavní postavou je přímo zvoník kostela sv. Sulpicia.
Kostel sv. Sulpicia je jedním z míst děje románu Vzpoura andělů (1914), který napsal Anatole France.
Georges Perec ve svém díle Tentative d'épuisement d'un lieu parisien (1975) vypisuje všechny významné události, které se odehrály na náměstí Place Saint-Sulpice před kostelem.
Jean-Paul Kauffmann v knize Zápas s andělem (2001) na základě fresky Eugèna Delacroixe popisuje vznik malby i kostela.
Kostel sv. Sulpicia je jedním z míst, kde se odehrává román Šifra mistra Leonarda (2003) spisovatele Dana Browna. Hlavním objektem je zdejší gnómón, který má skrývat tajemství.